# Join Inn
Join Inn este un album de rock experimental în genul krautrock al trupei Ash Ra Tempel. A fost înregistrat la Studio Dierks de către Dieter Dierks în pauzele dintre sesiunile de înregistrare ale albumului lui Walter Wegmuller, Tarot. A fost lansat prin Ohr în Berlin. Fiecare parte a LP-ului conține câte o piesă lungă. 

## Tracklist
1. "Freak'n'roll" (19:15)
2. "Jenseits" (24:18)

- Ambele compoziții au fost create de Manuel Göttsching, Hartmut Enke și Klaus Schulze.

## Componență
- Hartmut Enke - bass
- Manuel Göttsching - chitară
- Rosi Müller - voce
- Klaus Schulze - tobe, orgă, 'sinthy A'